# Beccas
Beccas (en occitano Becàs) es una comuna francesa situada en el departamento de Gers, en la región de Occitania.

## Demografía
| 108 | 107 | 87 | 100 | 82 | 68 | 118 |
| Para los censos de 1962 a 1999 la población legal corresponde a la población sin duplicidades (Fuente: INSEE [Consultar]) |     |    |     |    |    |     |